# Van Thi Nguyen
Van Thi Nguyen (en vietnamita: Nguyễn Thị Vân , nacida en 1985/86) es una empresaria social vietnamita y activista por los derechos de los discapacitados.

## Primeros años
Nacida en un pueblo a 300 kilómetros (186,4 mi)  de Hanói, Vân tiene atrofia muscular espinal, al igual que su hermano Cong Hung Nguyen. Le preocupaba su futuro, al ver a los muchos mendigos discapacitados en Vietnam, y se deprimió, se retiró de la escuela e intentó suicidarse.

## Carrera
Vân y Hung fundaron el Centro Will to Live en 2003, que brinda capacitación para discapacitados. Hung murió a los 31 años y Vân continuó dirigiéndolo sola.
Vân también dirige Imagtor, una empresa social que ofrece soluciones de fotografía, video y TI, y emplea a muchos vietnamitas discapacitados.
En 2019, fue incluida entre las 100 mujeres de la BBC, una lista de 100 mujeres inspiradoras e influyentes. También fue incluida por Forbes Vietnam en una lista de mujeres vietnamitas influyentes en 2019.